# Jindires

Jindires là trung tâm hành chính của Nahiya Jindires thuộc quận Afrin.

Jens Nygaard KnudsenJindires (tiếng Ả Rập: جنديرس, tiếng Kurd: Cindirês, cũng đánh vần, Jandairis, Jandires, Jendires, Jendeires, hoặc Jandarus) là một thị trấn ở phía bắc Syria thuộc quận Afrin của Tỉnh Aleppo. Nó nằm trên sông Afrin, 68,4 kilômét (42,5 mi)   về phía tây bắc bằng đường bộ từ Aleppo và 20,9 kilômét (13,0 mi)   phía tây nam Afrin. Các địa phương lân cận bao gồm Deir Ballut và Bayadah ở phía tây nam, Zahra ở phía tây bắc, Kafr Safra ở phía bắc, Afrin ở phía đông bắc và Burj Abdullah ở phía đông. Theo Cục Thống kê Trung ương Syria (CBS), Jindires có dân số 13.661 người trong cuộc điều tra dân số năm 2004. Là kết quả ban đầu của cuộc Nội chiến Syria đang diễn ra, Jindires đã bị Đảng Liên minh Dân chủ (PYD) bắt giữ và cánh vũ trang của nó là Đơn vị Bảo vệ Nhân dân (YPG) vào năm 2012. Thị trấn đã bị Quân đội Syria Tự do do Thổ Nhĩ Kỳ hậu thuẫn vào ngày 8 tháng 3 năm 2018.

## Lịch sử
Jindiris là địa điểm của thị trấn cổ Gindarus hoặc Gindaros (tiếng Hy Lạp cổ: Γίνδαρος), một đô thị của Cyrrhestica trong thời kỳ Hy Lạp. Trận chiến núi Gindarus diễn ra gần thị trấn vào năm 38 trước Công nguyên. Những người Parthia dưới Pacorus I đã phải chịu thất bại nặng nề trước quân đội La Mã của Ventidius và chính Pacorus đã bị giết trong trận chiến. Dưới thời La Mã, thành phố thuộc về Antioch. Hoàng đế Theodosius Đại đế, củng cố thành phố trong triều đại của ông. Dấu vết của bức tường kiên cố vẫn còn ở phía nam và phía tây của ngôi làng, trong khi ngôi làng hiện đại nằm ở căn cứ.
Vào thế kỷ 14, dưới thời cai trị của Mamluk, Jindires được nhà địa lý người Syria al-Dimashqi đến thăm, người đã mô tả nó là "một thị trấn gần Tizin và trong lãnh thổ của Jumah. Đó là một nơi đầy những thói quen. Có những suối nước nóng ở đây, nhưng không biết nước dâng lên ở đâu, hay chúng chảy ra. " 
Nhà văn người Anh thế kỷ 19, William Harrison Ainsworth, đã đến thăm ngôi làng và mô tả nó trên tạp chí của mình là "chứa khoảng năm mươi ngôi nhà, và được đặc trưng bởi gò nhân tạo của nó, hoặc tel, mà bây giờ có rất ít dấu vết của lâu đài. hoặc tòa thành (Acitan trong tiếng Hy Lạp; Arx trong tiếng Latin) của Cyrrhestica, và được Strabo mô tả là "một vật chứa phù hợp cho kẻ trộm." " 

### Lịch sử giáo hội
Vị giám mục đầu tiên và duy nhất được biết đến của Gindarus là Peter, người đã tham dự Hội đồng Nicaea năm 325  và Antioch năm 341. Vào thời của Justinian, Gindarus chỉ có một chu vi và không phải là giám mục. Thánh tích của Thánh Marinus được giữ ở đây nhưng sau đó đã được chuyển đến Antioch. Tòa giám mục được bao gồm trong danh sách nhìn thấy danh hiệu của Giáo hội Công giáo.

### Kỷ nguyên hiện đại
Vào mùa hè năm 2012, trong cuộc nổi dậy ở Syria, Jindires đã bị Đảng Liên minh Dân chủ (PYD) bắt giữ và cánh vũ trang của nó là Đơn vị Bảo vệ Nhân dân (YPG).
Vào ngày 8 tháng 3 năm 2018, Jindires đã bị Quân đội Syria Tự do do Thổ Nhĩ Kỳ hậu thuẫn từ YPG, trong chiến dịch của quân đội Thổ Nhĩ Kỳ ở Afrin.